# Bunchosia hotteana
Bunchosia hotteana är en tvåhjärtbladig växtart som beskrevs av Franz Josef Niedenzu och Ekmanin. Bunchosia hotteana ingår i släktet Bunchosia och familjen Malpighiaceae. Inga underarter finns listade i Catalogue of Life.